# Igor Demo
Igor Demo (Nitra, 18 settembre 1975) è un allenatore di calcio ed ex calciatore slovacco, di ruolo centrocampista.

## Carriera
Cresciuto nel Nitra, squadra della sua città, dopo quattro anni di militanza nel club si trasferì allo Slovan Bratislava nel 1994. Tre anni dopo fu ingaggiato dal PSV, dove rimase per tre anni. Nel 2000 si trasferì al Borussia Mönchengladbach, tra le cui file militò per cinque anni, prima di firmare per il Grazer AK. Il 5 gennaio 2006 ha rescisso consensualmente il suo contratto con la squadra austriaca ed è tornato al Nitra.

## Palmarès

### Giocatore

#### Competizioni nazionali
- Campionato slovacco: 2

Slovan Bratislava: 1994-1995, 1995-1996
- Coppa di Slovacchia: 1

Slovan Bratislava: 1996-1997
- Supercoppa di Slovacchia: 3

Slovan Bratislava: 1994, 1995, 1996
- Campionato olandese: 1

PSV: 1999-2000
- Supercoppa dei Paesi Bassi: 2

PSV: 1997, 1998